# Mike Ross
Mike Ross (nacido en Cork el 21 de diciembre de 1979) es un exjugador de rugby de la República de Irlanda en la posición de pilar. Su último club fue el Leinster y jugó para la selección de rugby de Irlanda.

## Carrera

### Club
Fue jugador de Cork Constitution y se trasladó a jugar a Munster. Durante tres años jugó al máximo nivel en Inglaterra. Una presencia robusta alrededor del pitch y un scrummager de primera clase, Mike Ross se hizo un nombre jugando en la Premiership inglesa para los Harlequins. Firmó con Leinster en 2009. La vuelta al rugby irlandés se vio como un movimiento para acrecentar sus oportunidades de jugar internacionalmente con la selección. Logró su primer try el 5 de abril de 2013, en la victoria de cuartos de final de la Amlin Challenge Cup frente a los London Wasps.

### Internacional
Desde que fue a Leinster ha aparecido en una serie de equipos de Irlanda y ha aparecido con los Wolfhounds. Debutó con la absoluta en la gira de verano de 2009 por Canadá y los Estados Unidos. En concreto, fue el 23 de mayo, contra Canadá en Vancouver, saliendo como suplente en una victoria 25-6. Hizo su debut como titular en el partido contra los Estados Unidos el 31 de mayo.
Se estrenó en el Torneo de las Seis Naciones 2011 contra Italia. Se le dio la responsabilidad de liderar la melé contra los italianos el 5 de febrero de 2011.